# Voleur
Pour les articles homonymes, voir Voleur (homonymie).

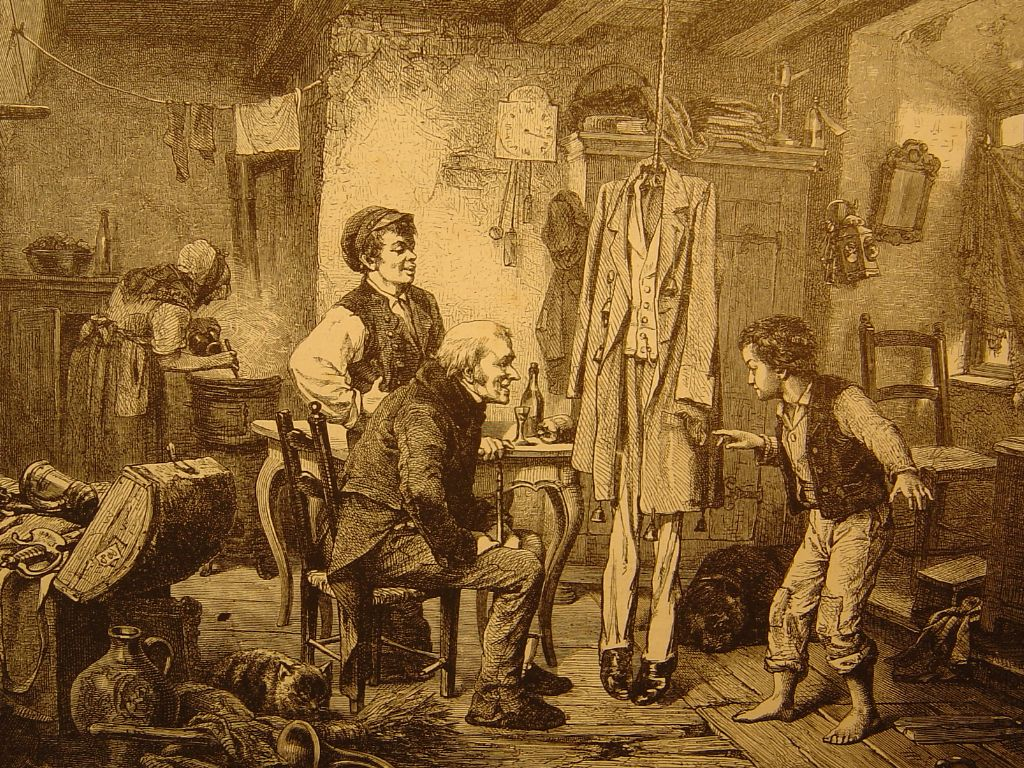
Une école de voleurs à Londres ; illustration de Victor Dedoncker dans lIllustration européenne no 52 (1871), 408.

Un voleur est une personne qui effectue un vol. Par extension, ce terme s'applique aux personnes morales (par exemple, sociétés, entreprises et gouvernements). Il s'applique également à tous les êtres vivants (par exemple, hyène, coucou et abeille).

## Historique
Dans les sociétés civiles de l'Occident, ce terme a subi des mutations au cours des siècles. Alors qu'au Moyen Âge il portait principalement sur le vol des biens physiques et de la monnaie, il a vu son champ d'application modifié lors de la révolution industrielle. En effet, la généralisation des effets bancaires pendant cette époque a amené une diversification dans la nature des biens de valeur (par exemple, traites bancaires et chèques).
Les pilleurs sont des voleurs qui prennent les biens d'un lieu de façon destructrice, désordonnée et souvent violente. Cette activité illégale existe depuis les temps anciens et survient fréquemment lorsqu'une armée envahit une ville ou un pays. Un exemple documenté est celui de la France occupée pendant la Seconde Guerre mondiale. Des officiers allemands ont profité de cette situation pour expédier vers l'Allemagne des centaines, sinon des milliers, d'œuvres d'art. En 2005, l'ouragan Katrina a causé d'énormes dégâts à La Nouvelle-Orléans. Alors qu'ils suivaient les évènements sur place, des journalistes ont mis au jour le pillage des maisons abandonnées.
Par extension, les personnes qui exportent illégalement des biens hors d'un pays (un exemple connu est celui des œuvres d'art égyptiennes) sont traitées de pilleurs, tout comme les personnes qui se réservent les biens trouvés dans les épaves maritimes.
Lorsqu'il est apparu que le droit d'auteur et le brevet constituaient des biens potentiellement enrichissants, le « métier » de voleur s'est adapté pour en profiter. Dans ce cas, on parle de « plagiat ».
Avec l'irruption d'Internet dans la vie de tous les jours à partir des années 1990, les différentes entreprises (banques, groupes industriels, distributeurs de marchandises, etc.) ont décidé de recourir de manière extensive aux transactions électroniques. Cette généralisation a donné naissance à une nouvelle classe de voleurs : les cybercriminels.
En 2005, la notion de « pirate informatique » est mal définie, car le système judiciaire n'est pas encore parvenu à bien cerner la nature du délit. Cela tient principalement à deux raisons : jurisprudence émergente et évolution très rapide des technologies de l'information et de la communication (TIC).
À la suite de la croissance phénoménale du marché boursier en Amérique du Nord pendant les années 1990, la fraude en entreprise est devenue une activité fort lucrative à la suite des difficultés de surveillance. Depuis l'an 2000, profitant de l'effondrement du marché boursier en Amérique du Nord, les fraudeurs font souvent manchette dans les journaux nord-américains.

## Voleurs célèbres
- Robin des Bois est sans doute le plus connu de tous. Ce personnage médiéval légendaire et inspiré d'un personnage réel, avait pour habitude de voler les biens des riches pour les donner aux pauvres.
- Louis Mandrin, voleur et contrebandier français (1725 - 1755). S'estimant volé par l’État, Mandrin décida de voler l'État.
- Louis Dominique Cartouche, brigand puis chef d'une bande de la Cour des Miracles, il défia le Régent Philippe d'Orléans et sa cour.
- Gaspard de Besse, un Robin des Bois provençal.
- Billy The Kid, truand du XIXe siècle, entra dans le grand banditisme à l'âge de douze ans, dans l'Ouest américain. Voleur, mais aussi tueur sanguinaire, il est arrêté et tué à bout portant par son meilleur ami, le shérif Pat Garrett, à l'âge de 22 ans. Billy avait causé la mort de 21 personnes. (Mais d'après la légende, le shérif aurait épargné son meilleur ami en tuant un autre voleur, et en laissant volontairement échapper Billy. Celui-ci aurait ensuite compris le mal qu'il a causé, et se serait retiré dans une ferme mexicaine sous un faux nom...)
- Jesse James et son frère Frank, braqueurs de banques, avaient créé un véritable gang de gangsters en 1865, jusqu'en 1882. Alors âgé d'à peine 18 ans, Jesse essaie d'aider financièrement sa mère, et ses frères et sœurs par le cambriolage. Sa tête est mise à prix à 10 000 dollars lorsqu'il fut tué. Il est trahi par des membres de sa bande, Bob et Charles Ford, avides de renommée et des 10 000 $ de récompense offerts : ils assassinent Jesse dans sa maison le 3 avril 1882, à 34 ans. Apprenant la mort de son frère, Frank hésite quelque temps puis se rend aux autorités. Il est jugé et acquitté en août 1883.
- Arsène Lupin, personnage délicat et malin, fut créé par Maurice Leblanc et interprété par de nombreux acteurs de cinéma, dont François Dunoyer, en 1989.
- John Dillinger était un voleur renommé et célèbre pour sa loyauté et son respect de la personne humaine, dans les années 1930, incarné par Johnny Depp dans Public Enemies.
- Tragabuches l'insaisissable Robin des Bois andalou.
- Vincent Lacroix, Canadien accusé du détournement de 130 millions de dollars canadiens dans l'affaire Norbourg
- Ronald Biggs [1]un des membres d'une des attaques les plus médiatiques de l'histoire : le casse du train postal Glasgow-Londres.

## Dans la fiction

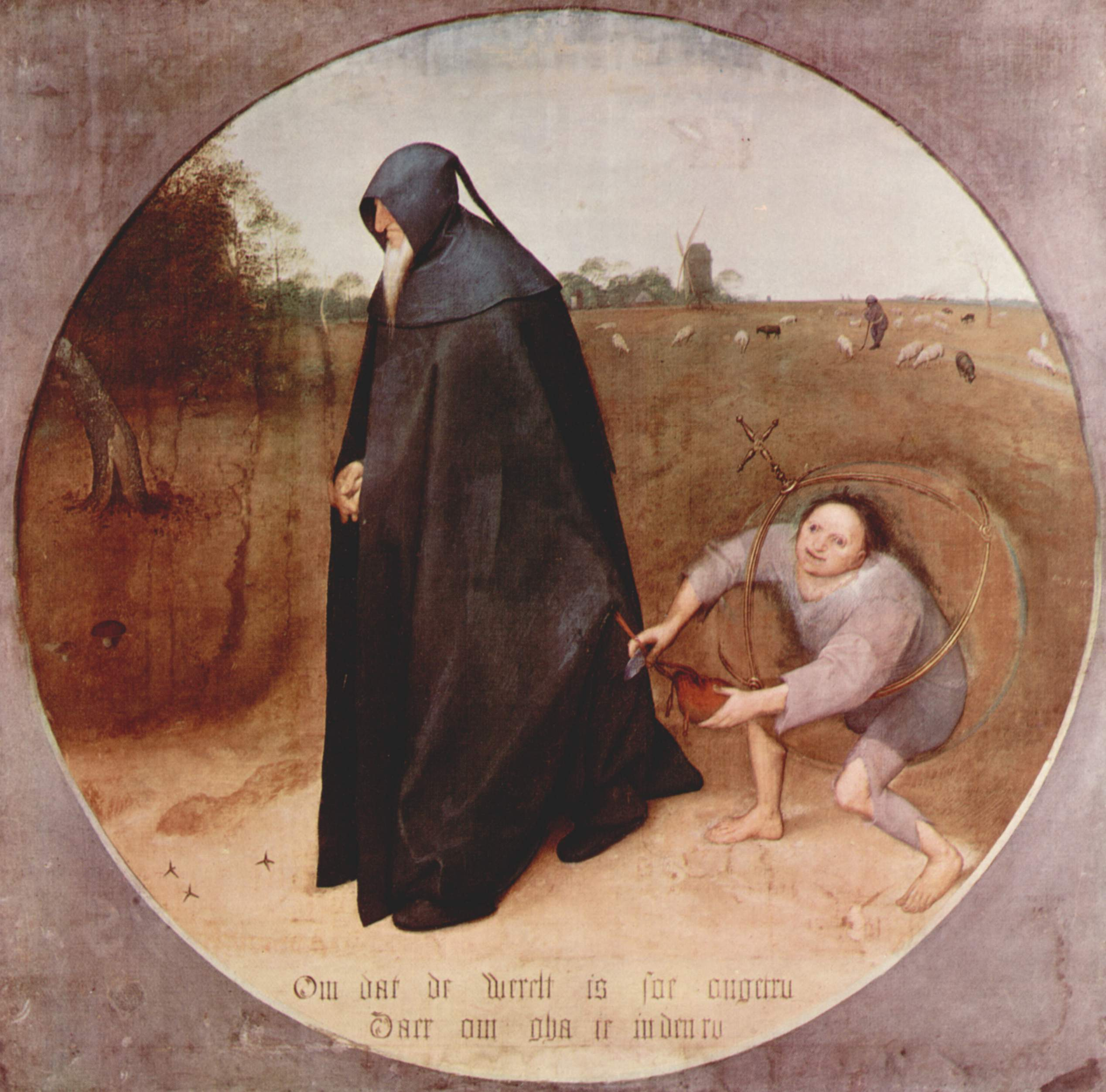
Imagerie typique associée au voleur de grand chemin qui dérobe la bourse d'un voyageur, reprise dans la classe de personnage du voleur.
Tableau de Pieter Brueghel l'Ancien (vers 1568).

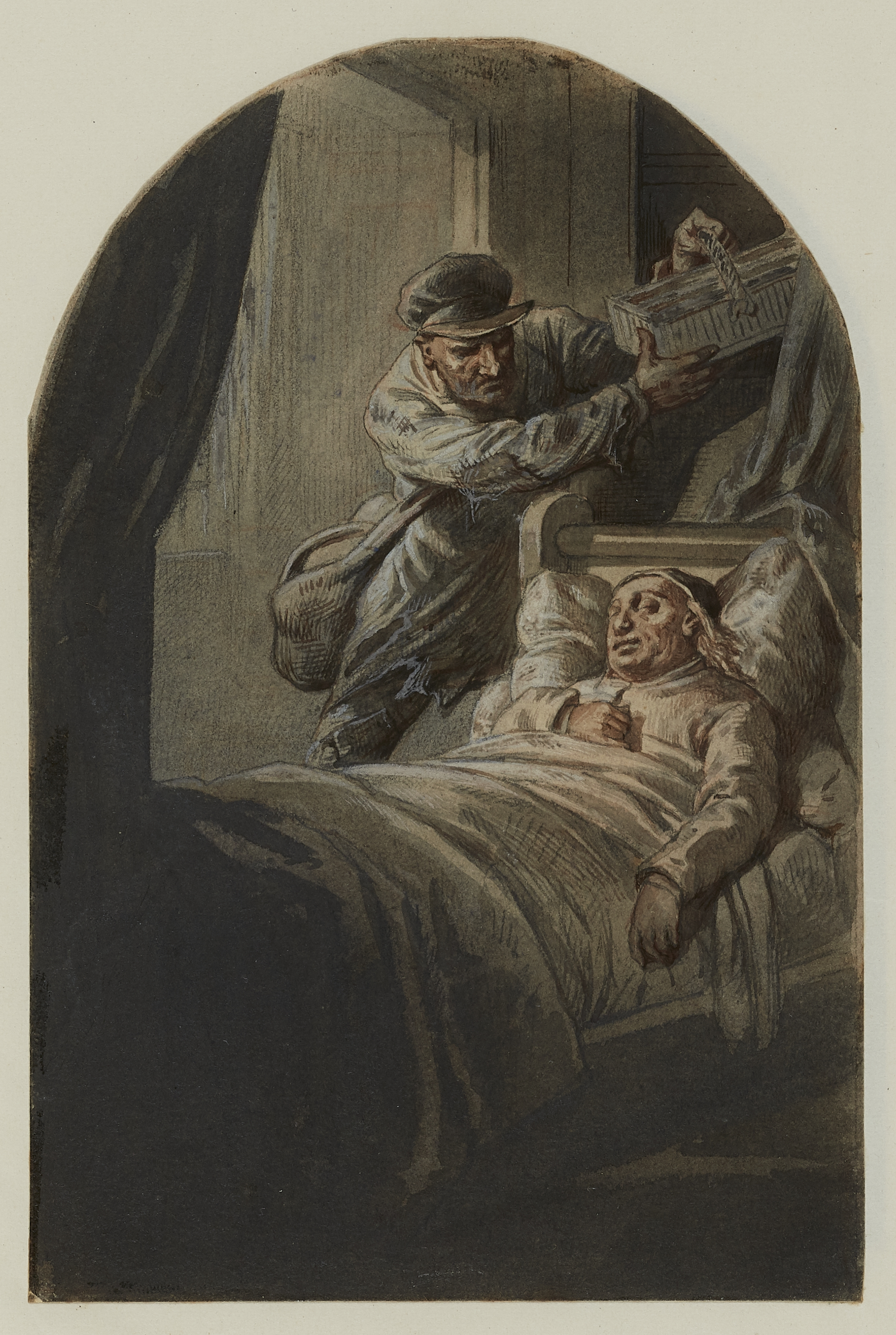
Dans Les Misérables, Victor Hugo évoque la chute de Jean Valjean, voleur récidiviste, et sa rédemption.

L'image contemporaine du voleur comme un rôle « incarnable », en tout cas dans la culture populaire du jeu vidéo et du jeu de rôle, est plus positive. Ainsi, le voleur n'est plus un être méprisable pour son absence de remords et ses pratiques peu orthodoxes ; il devient un aventurier roublard, amusant à incarner et souvent indispensable. Le voleur est une classe de personnage couramment employée dans les jeux de rôle médiévaux-fantastiques. À l'image du voleur de grand chemin de la culture traditionnelle, cette classe de personnage peut aussi être représentée avec les archétypes de l'éclaireur ou de l'espion (comme les ninja), voire de l'assassin.
Dans les jeux de rôle, les voleurs sont généralement des personnages furtifs et habiles ou rapides, capables de désarmer les pièges, de forcer des verrous et serrures, de faire du vol à la tire, d'espionner les ennemis, d'éviter la détection de l'ennemi et d'effectuer des frappes dans le dos (backstab en anglais), ainsi que de se dissimuler dans les ombres. Les voleurs sont généralement des combattants de mêlée ou à distance, prenant appui sur leur agilité et leur adresse, et ont tendance à se concentrer sur l'esquive des attaques plutôt que de résister aux dégâts (comme le ferait un guerrier en armure). Ils attaquent souvent avec des poignards à double usage ou avec d'autres petites armes à une main et/ou dissimulables, en s'appuyant sur la vitesse d'enchaînement et les frappes rapides plutôt que sur les dégâts. Les voleurs sont généralement limités aux armures légères qui sont plus faciles à déplacer, en cuir et matières similaires. Bien qu'ils ne puissent généralement pas pratiquer la magie, ils peuvent utiliser des parchemins ou des objets magiques dans certains jeux ; si aucune des options n'est disponible, des gadgets techniques sont utilisés. Les voleurs travaillent généralement en petits groupes ou en guildes. Dans la plupart des environnements fantastiques, les races fantastiques plus petites et plus agiles (comme les elfes, les gnomes et les hobbits) sont particulièrement adaptées à la classe de voleur.
Les références littéraires sur lesquelles sont fondées les premiers jeux de rôle font explicitement référence au voleur : Bilbo est recruté comme cambrioleur dans Le Hobbit ; Conan le Barbare commence sa carrière d'aventurier comme voleur, notamment dans la nouvelle The Tower of the Elephant ; Fafhrd et le Souricier Gris font profession de voleurs dans les nouvelles de Fritz Leiber, trois références citées dans Donjons et Dragons.
De nombreuses œuvres de fiction mettent en scène des voleurs, tels les jeux vidéo (par exemple, la série Sly  ou World of Warcraft), les jeux de rôle (dont Les Loups-garous de Thiercelieux, Mafia et Citadelles) ou les œuvres dérivés comme la saga MP3 du Donjon de Naheulbeuk.

### DansDonjons et Dragons
L'édition originale de Donjons et Dragons comportait trois classes de personnage (guerrier, magicien et prêtre). La classe de voleur ne faisait donc pas partie de l'édition initiale, bien qu'il soit fait mention d’« un quartier des voleurs » parmi les lieux « indispensables » en ville. Une première version du voleur en tant que classe de personnage fut publiée par Gary Gygax, en juin 1974, dans le fanzine The Great Plains Game Players Newsletter n° 9, d'après une idée de Gary Schweitzer. Il apparait de manière officielle avec la publication du premier supplément, Greyhawk, en 1975.
Le voleur deviendra par la suite l'une des quatre classes fondamentales : il apparait dans les diverses éditions de Donjons et Dragons rédigées successivement par Eric J. Holmes (1977), Tom Moldvay (1981) et Frank Mentzer (1983), ainsi que dans les règles avancées. Dans la seconde édition des règles avancées, le voleur est inclus, aux côtés du barde, dans la catégorie des rogues, traduits en français par « roublards ». Dans la troisième édition, il est lui-même rebaptisé « roublard », le barde constituant une classe séparée, nom qu'il conserve dans la quatrième édition. L'origine du terme « roublard » remonte à 1975 : Ken St. Andre en fit l'une des trois classes de base du second jeu de rôle publié, Tunnels et Trolls. 
Dans Donjons et Dragons, les compétences originelles du voleur sont le désamorçage des pièges, le crochetage des serrures, la capacité de se mouvoir silencieusement et de se cacher dans les ombres, l'escalade, l'écoute des bruits suspects, le pickpocket (vol à la tire), et le coup de poignard dans le dos (backstab).

## Dans les autres jeux de rôle
Le jeu de rôle français Nightprowler propose de ne jouer que des voleurs, séparés en plusieurs types.

## Dans les jeux vidéo
Le voleur apparait notamment dans les jeux vidéo suivants :
- Dungeons and Dragons Online
- MapleStory
- Final Fantasy
- Quest for Glory
- Ragnarok Online
- Shadowbane
- Dragonica
- Silkroad Online
- Dark Project, série de jeux avec un voleur en personnage central
- World of Warcraft
- The Elder Scrolls
- Les Baldur's Gate, Icewind Dale et Neverwinter Nights
- Dofus
- Fire Emblem